# Ältasjön, Södermanland
Ältasjön är en sjö i Nacka kommun och Stockholms kommun i Södermanland som ingår i Norrström-Tyresåns kustområde. Sjön är 4,5 meter djup, har en yta på 0,69 kvadratkilometer och befinner sig 23 meter över havet. Vid provfiske har bland annat abborre, björkna, braxen och gärs fångats i sjön.

## Miljön
Sjön, avvattnas via Ältaån till Söderbysjön. Den sydvästra fjärdedelen tillhör Stockholm och ingår i Flatens naturreservat. Resten av sjön tillhör Nacka kommun, där den nordvästra delen ingår i Nackareservatet.
Bebyggelse finns norr och öster om sjön. Sjön används för bad, vattenskidåkning, fågelskådning och för fiske. Det finns även campingplats vid sjön och en strandväg ansluter till Sörmlandsleden.
I Ältasjön finns ön Tallholmen.

## Delavrinningsområde
Ältasjön ingår i delavrinningsområde (657338-163534) som SMHI kallar för Utloppet av Ältasjön. Medelhöjden är 38 meter över havet och ytan är 4,93 kvadratkilometer. Det finns inga avrinningsområden uppströms utan avrinningsområdet är högsta punkten. Avrinningsområdets utflöde Nackaån mynnar i havet. Avrinningsområdet består mestadels av skog (57 procent). Avrinningsområdet har 1,45 kvadratkilometer vattenytor vilket ger det en sjöprocent på 10,3 procent. Bebyggelsen i området täcker en yta av 4,13 kvadratkilometer eller 29 procent av avrinningsområdet.

## Fisk
Vid provfiske har följande fisk fångats i sjön:
- Abborre
- Björkna
- Braxen
- Gärs
- Gädda
- Mört
- Ruda
- Sarv
- Sutare

## Bilder
|  |